# Campanha do Adriático
A Campanha do Adriático ocorreu durante toda a Primeira Guerra Mundial tendo a Áustria-Hungria e o Império Alemão lutado contra a Inglaterra, França, Austrália, Itália e Estados Unidos

## Antecedentes

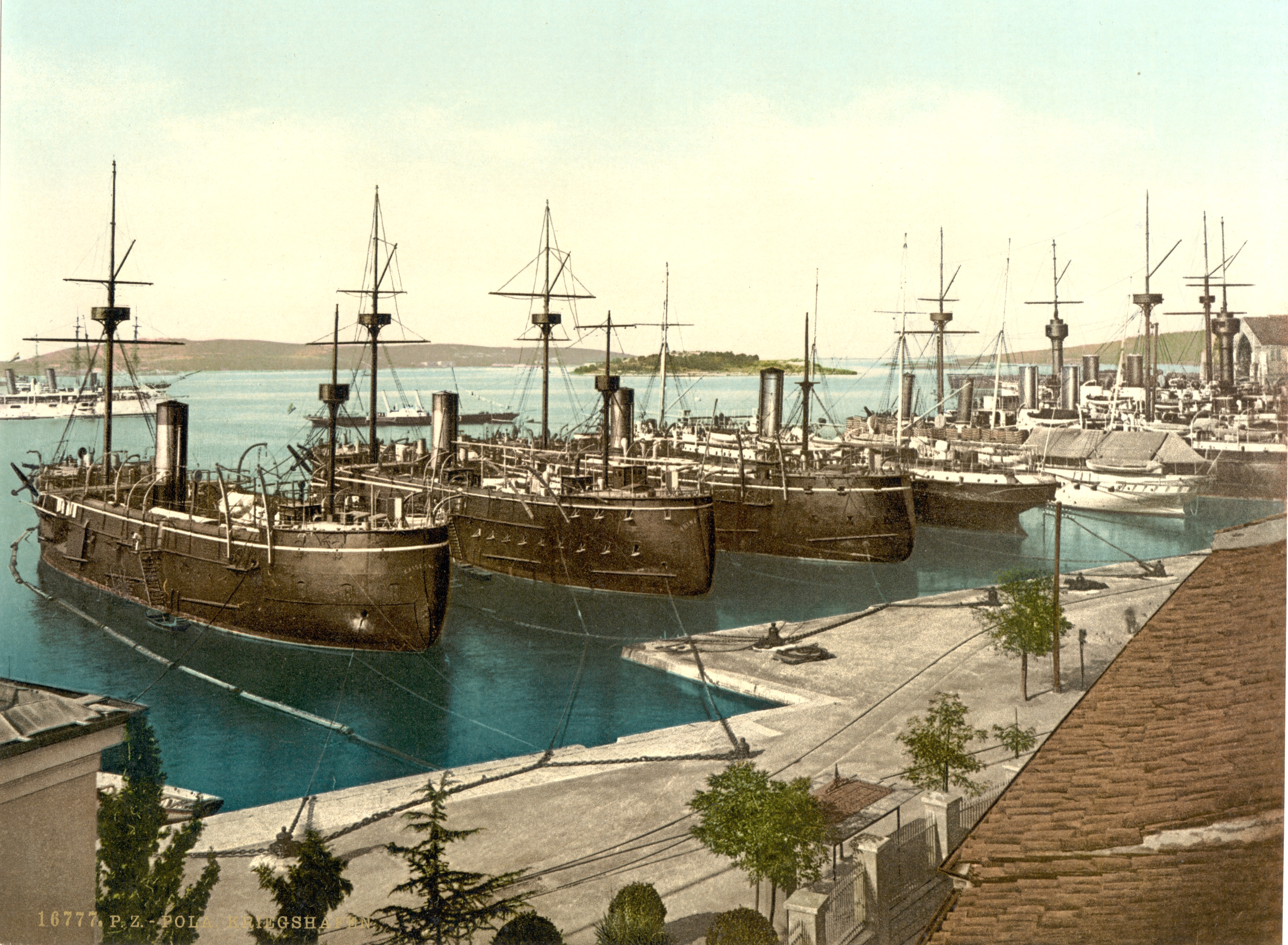
Estaleiro naval austríaco em Pola

No início do século XX, o Império Austro-húngaro era banhado pelo Adriático, tendo as cidades de Trieste e Pola como as principais bases navais tendo também os principais estaleiros. A Marinha Austro-húngara raramente ganhava atenção do governo que preferia investir no exército, pois considerava os gastos muito altos para manter navios de guerra. Além do que, os oficias deveriam saber no mínimo quatro idiomas (alemão, húngaro, tcheco, croata) para poder se comunicar com os marinheiros de diversas etnias e culturas que viviam dentro do império. Enquanto isso, a Itália, diferente dos austríacos, investiam pesado em sua marinha de guerra e os oficias da Marinha Real Italiana não precisavam saber 4 idiomas, apenas o italiano.

## Anos

### 1914
Em 6 de agosto de 1914, um acordo naval anglo-francês foi assinado, dando a França a liderança das operações navais no Mediterrâneo. As restantes forças britânicas do Mediterrâneo, um cruzador blindado , quatro cruzadores rápidos e 16 destroyers foram colocados sob o controle da Frota francesa do Mediterrâneo e os territórios britânicos de Gibraltar e Malta seriam utilizados pelos franceses como bases navais.
Logo após da declaração de guerra francesa à Áustria-Hungria, uma frota francesa deixou Malta e seguiu até o Adriático, onde surpreendeu dois navios austríacos o SMS Zenta e o SMS Ulan que estavam bombardeando a costa de Montenegro, o primeiro foi afundado, mas o último conseguiu fugir. Em 17 e 19 de agosto, o SMS Monarch bombardeou duas estações de rádio montenegrina.
A maior parte do tempo foi gasta colocando minas aquáticas em todo o mar tanto pelos austríacos quanto pelos franceses. Nesse período, os navios austríacos ajudaram o SMS Goeben e o SMS Breslau à fugirem do HMS Gloucester e entrarem seguros em Constantinopla de onde conseguiram aliar-se ao Império Otomano.

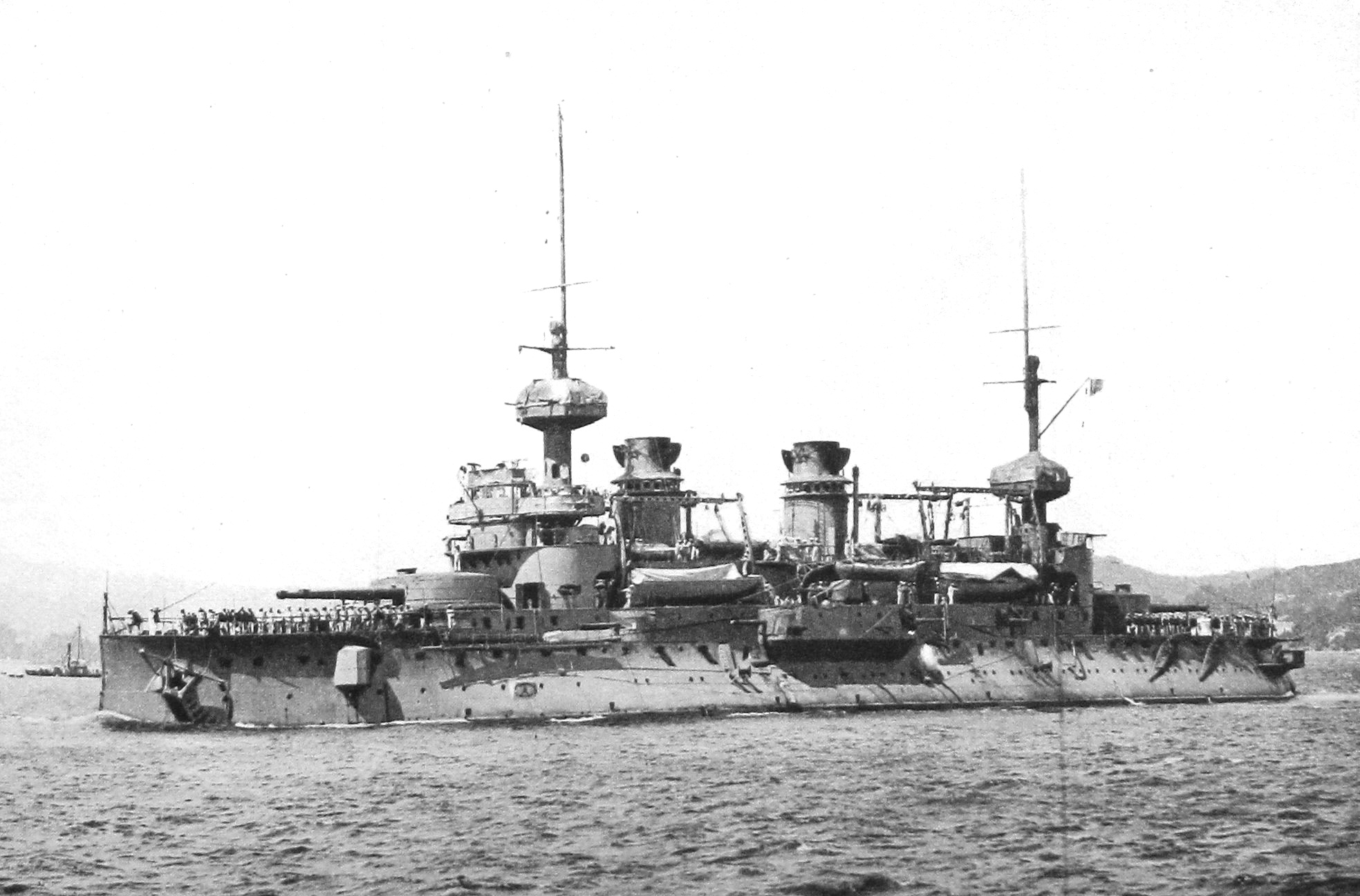
Encouraçado francês

No inverno, os submarinos iniciaram caçadas aos navios inimigos. O submarino francês Curie invadiu a barragem do porto de Pola esperando sua chance de se intrometer. Dois dias depois, em 20 de Dezembro, durante uma tentativa de infiltrar-se no porto ela ficou enredada em uma rede anti-submarino e não conseguia libertar-se. Forçado à superfície para retomar o ar fresco, ela foi afundado pelo contratorpedeiro austríaco SMS Magnet e o submarino Tb 63T, com três mortes. Os austríacos resgataram os destroços e repararam o submarino entre dezembro 1914 e fevereiro de 1915, que foi comissionado como U-14 em junho de 1915. Em 21 de Dezembro, o submarino U-12 torpedeou o encouraçado francês Jean Bart. O navio de guerra teve de retirar-se para Malta para reparos.

### 1915

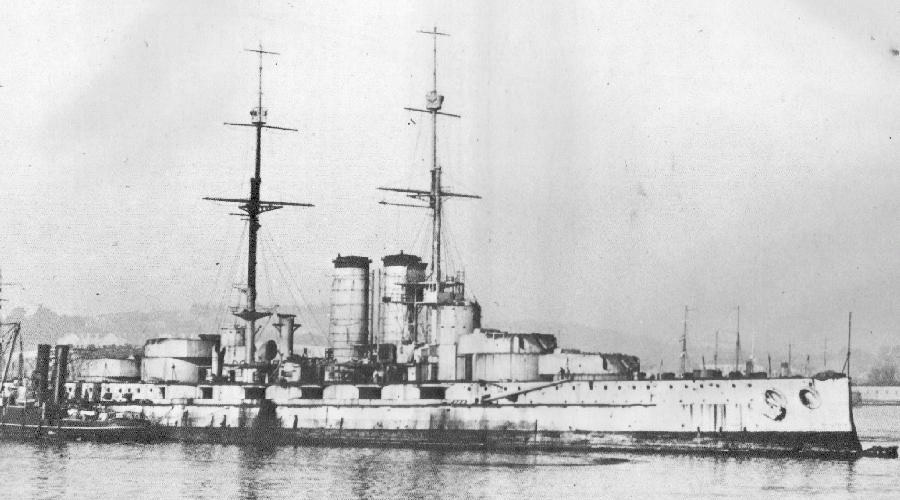
SMS Prinz Eugen

A Reino da Itália saiu da Tríplice Aliança e entrou na Tríplice Entente, imediatamente os navios austríacos iniciaram uma série de bombardeios na costa italiana, dentre os navios estavam o SMS Viribus Unitis, SMS Tegetthoff, SMS Prinz Eugen e o SMS Radetzky e atacaram navios da marinha italiana, o U-11 afundou o submarino italiano Medusa e o barco torpedeiro Serpente, o U-10 afundou o barco torpedeiro italiano PN 5, o U-4 afundou o cruzador blindado italiano Giuseppe Garibaldi. Os aliados então contra-atacaram, bombardeando cidades e estações de rádio austríacas. A marinha francesa iniciou uma perseguição aos submarinos austríacos. O U-3 foi afundado em Brindisi pelo contratorpedeiro francês Bisson. Os aliados iniciaram o Bloqueio de Otrento, impedindo que navios e submarinos saíssem do Adriático.

### 1916
O U-11 conquistou o navio hospital italiano Re Alberto. O U-6 afundou o destroyer francês Renaudin. Em 15 de setembro, dois hidroaviões austríacos obrigaram o submarino francês Foucault à emergir e então o afundaram, os 27 sobreviventes foram resgatados por um submarino austríaco. Essa foi a primeira, vez na história naval, que um submarino foi afundado por aviões.

### 1917
Os submarinos austríacos continuavam afundando navios aliados. Em dezembro, o encouraçado austríaco SMS Wien foi afundado.

### 1918

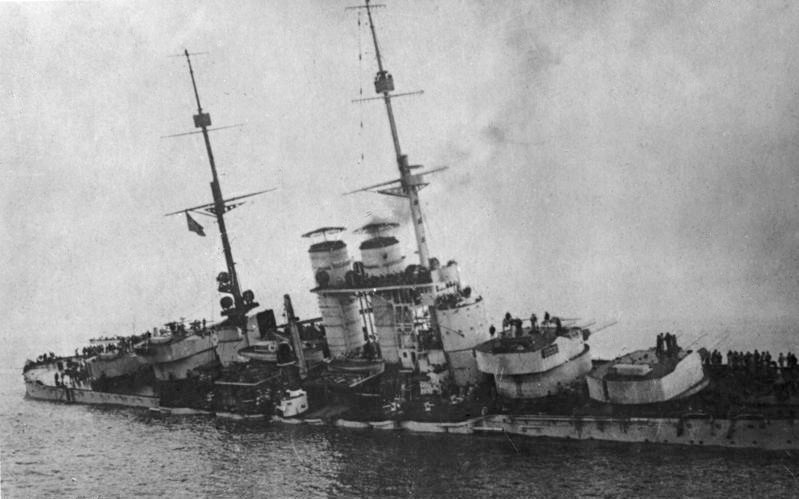
Naufrágio do Szent István

Em 1 de fevereiro de 1918, muitos marinheiros descontentes com o decorrer da guerra, a fome e o frio, amotinam-se no Golfo de Kotor, cerca de 40 navios austro-húngaros haviam aderido à revolta, porém em 3 de fevereiro, a frota legalista, com o apoio da artilharia costeira, derrota rapidamente a revolta, capturando cerca de 800  rebeldes, os quatro líderes foram julgados por uma corte marcial e em seguida, fuzilados. Após o fracassado motim, o Contra-almirante Miklós Horthy assume o comando da frota.
Em 10 de junho, o encouraçado austríaco SMS Szent István em companhia com o Tegetthoff e outros sete navios atacaram os navios que bloqueavam o Estreito de Otranto sob o comando do Contra-almirante Miklós Horthy. O capitão italiano Luigi Rizzo avistou os austríacos e preparou o ataque, lançou cargas de profundidade. O ataque falhou, o elemento surpresa foi perdido e a formação austríaca se desfez. O Szent István foi torpedeado por dois torpedos lançados pelo barco torpedeiro do capitão Rizzo. O naufrágio do Szent István foi o único navio, na Primeira Guerra Mundial, à ser filmado enquanto afundava.
Em 2 de outubro, uma grande frota de 55 navios composta de italianos, britânicos, australianos e norte-americanos e apoiada por uma aeronave atacaram o porto de Durazzo, na atual Albânia, as baterias austro-húngaras foram destruídas junto com um pequeno esquadrão de patrulha. A cidade foi destruída, pontes e ferrovias foram bombardeadas, todos evacuaram a cidade que uma semana depois foi ocupada sem resistência.

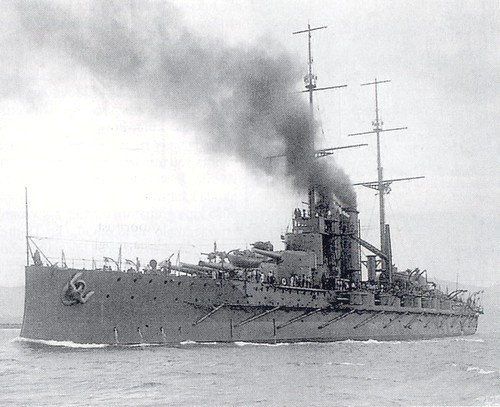
Encouraçado SMS Viribus Unitis

Em 29 de outubro, o Conselho Nacional dos Eslovenos, Croatas e Sérvios votaram pelo fim da união com a Áustria-Hungria e a proclamação da Independência dos Estado dos Eslovenos, Croatas e Sérvios, o imperador Carlos I enviou uma ordem ao Contra-almirante Miklós Horthy informando-o para que entregasse toda a frota, tanto a mercante quanto a de guerra, todos os portos, estaleiros, fortificações costeiras e depósitos de armas para o recém-criado Estado dos Eslovenos, Croatas e Sérvios, para impedir que a Tríplice Entente se apoderasse da frota austro-húngara. Em 31 de outubro, Horthy perguntou a quem deveria entregar o comando, mas os oficiais do novo país não haviam pensado em ninguém, então Horthy sugere o comandante croata Janko Vuković, que logo é promovido à Almirante e nomeado como o primeiro comandante-em-chefe da frota do novo país.
Em 1 de novembro, o italianos ainda não sabiam sobre a criação do novo país nem que a frota austríaca havia sido entregue ao Estado dos Eslovenos, Croatas e Sérvios que declarou sua neutralidade, por isso uma equipe de sabotadores italianos havia entrado despercebido no porto e instalado duas bombas de 200 kg, para explodirem às 6hs30mins, no Viribus Unitis, mas o Almirante Vuković havia capturado dois italianos que informaram da explosão, o navio foi evacuado, mas após o horário previsto, as bombas não explodiram, então Vuković retorna ao navio com a tripulação. Às 6hs45mins, as bombas explodiram e o Viribus Unitis afundou, a tripulação morreu no naufrágio junto com Vuković que havia sido comandante-em-chefe da frota por apenas 12 horas. Em 3 de novembro, a Áustria-Hungria se rende, as tropas multiétnicas retornam para suas casas, a Hungria e a Tchecoslováquia proclamam sua independência, a Transilvânia e a Bucovina são anexados pela Romênia, o Tirol e Triste são anexados pela Itália, agora a Áustria havia perdido todo o seu litoral, o Império Austro-Húngaro é derrubado, e a República da Áustria Alemã é proclamada, o Imperador Carlos I é obrigado a partir para o exílio, enquanto sua marinha de guerra é adquirida pelos aliados como compensação pelas perdas sofridas.